# Madden NFL 25
Madden NFL 25 är ett amerikanskt fotbollsportspel baserat på National Football League och publicerad av EA Sports. Det släpptes för PlayStation 3 och Xbox 360 i augusti 2013. I stället för att numrera det Madden NFL 14 med året som i tidigare versioner, hänvisar "25" i titeln till 25-årsdagen av Madden NFL-serien. Den åttonde generations konsolversionerna av Madden NFL 25 är de allra första spelen att springa på EA Sports Ignite-spelmotor. Men den sjunde generationsversionerna kör fortfarande på EA:s tidigare spelmotor, Impact. Den sjude generationen versionerna presenterade tidigare Detroit Lions som körde tillbaka Barry Sanders på omslaget, medan den åttonde generationsversionerna innehöll Minnesota Vikings som trycker tillbaka Adrian Peterson och släpptes som lanseringstitlar för PlayStation 4 och Xbox One i november 2013.